# Martin Kirschner
Martin Kirschner (Breslau, 28. listopada 1879. – Heidelberg, 30. kolovoza 1942.), njemački kirurg.
Kirschner je studirao na sveučilištima u Freiburgu, Strassburgu, Zurichu i Münchenu.
Kirschner je 1916.g. postao profesor na sveučilištu u Königsberg, a 1927. u Tübingenu.
Godine 1909. Kirschner uveo je metodu liječenja prijeloma kosti pomoću žica i vijaka. Žica koja se koristi kako bi se fiksirala dijelovi kosti zajedno ili omogućila trakcija kosti, naziva se Kirschnerova žica.
Dana 18. ožujka 1924.g. izveo je prvu uspješnu embolektomiju plućne arterije, tzv. Trandelenburgova operacija. Razvio je metodu izvedbe umjetnog jednjaka i metodu otvaranja koljenog zgloba.